# Leão-malhado
Leão-marozzi (Panthera leo maculatus) também chamado só de marozzi é também referido como leão-malhado e leão-da-montanha, é uma potencial subespécie de leão que até agora segue como uma criatura de existência não comprovada. Ao ponto de ser tido como um felino criptídeo. Por vezes também é considerado como sinônimo do extinto felino Panthera shawi.

## Características
Em distinção às demais populações de leões, os leões malhados são animais pouco conhecidos e estudados. Sendo pouco avistados, em decorrência a sua raridade em complemento a uma natureza tímida e evasiva. 
Porém, são descritos como leões de tamanho mediano a pequeno. Seu peso é apontado através de estimativas como variável de 100-180 kg. Mas espécimes maiores e/ou menores que essa faixa são sugeridos; os nativos os descrevem como um intermediário entre o leão e o leopardo em termos de porte e características, o que os deixa taxonomicamente discutíveis sobre se é um híbrido natural de leão e leopardo, uma subespécie de leão ou uma espécie própria.
As fêmeas da subespécie medem cerca de 1,7 metros de comprimento e os machos 2,4 metros de comprimento, o peso sugerido dos machos é por volta de 225,6 kg. O que excede ao porte sugerido pelas estimativas.
Sua pele é quase inteiramente manchada, como é observado em possíveis exemplares cativos o que pode ser uma adaptação proveniente da retenção das manchas características de espécimes jovens até a idade adulta, traço iniciado pela neotenia e perpetuado pela seleção natural.

## Descoberta

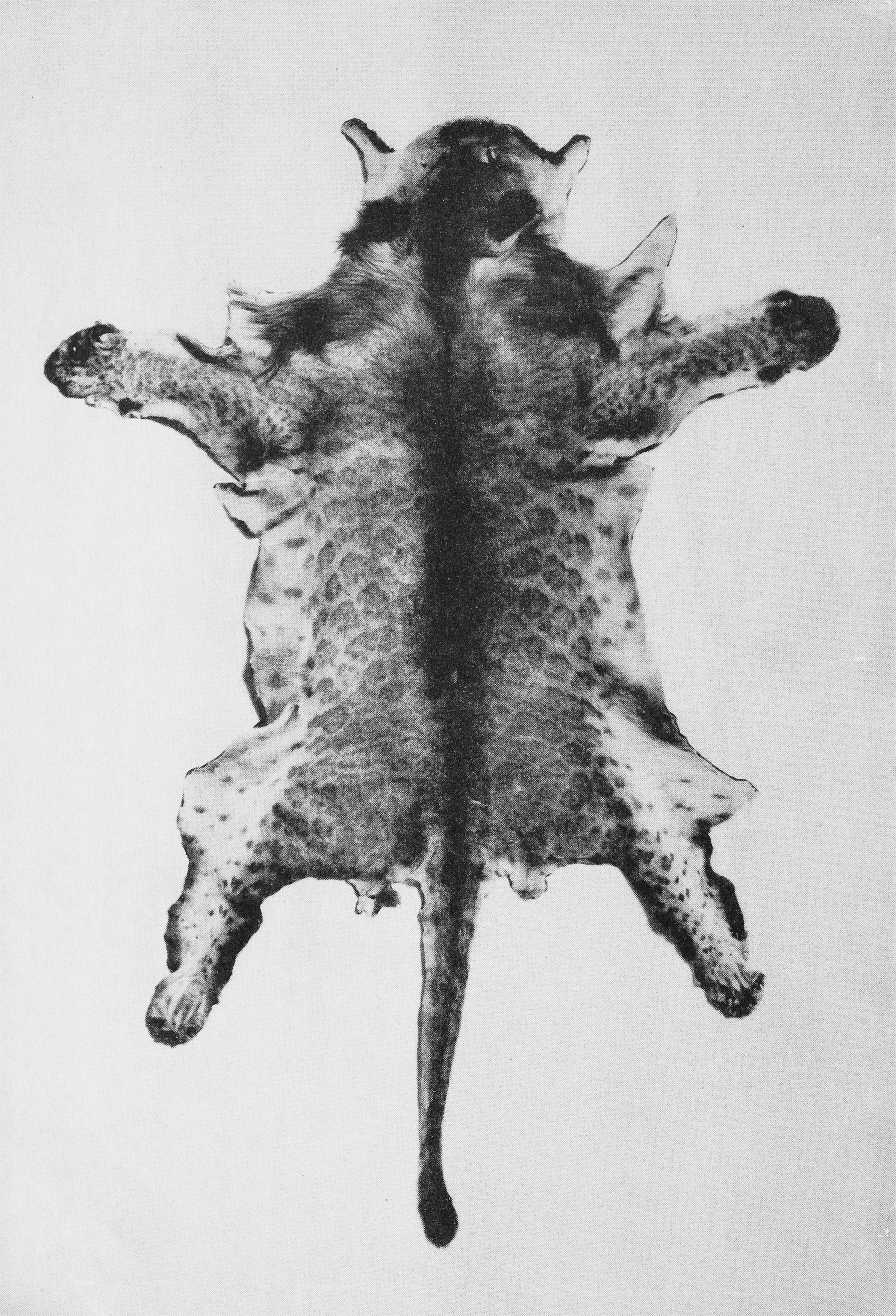
Pele de marozi morto por Michael Trent em 1931.

Embora os africanos estejam familiarizados com o animal e os europeus relatem ter visto leões malhados desde aproximadamente 1904, o primeiro encontro documentável de um europeu foi em 1931, quando o fazendeiro queniano Michael Trent atirou e matou dois indivíduos na região das montanhas de Aberdare a uma altitude de 10.000 pés (3.000 m). As marcas pontilhadas incomuns no que pareciam ser pequenos leões adultos despertaram o interesse do Departamento de Caça de Nairóbi ; eles eram de leões púberes e ainda assim tinham manchas proeminentes que são típicas apenas de filhotes.

## Expedição de Gandar-Dower
Dois anos depois, o explorador Kenneth Gandar-Dower liderou uma expedição à região na tentativa de capturar ou matar mais espécimes. Ele voltou com apenas evidências circunstanciais: três conjuntos de rastros encontrados em uma elevação semelhante aos leões de Trento (3.000-3.800 metros). Acredita-se que eles tenham sido deixados por indivíduos que rastreavam uma manada de búfalos durante uma caçada, descartando a possibilidade de os marozi serem filhotes. Dower também descobriu que os nativos há muito diferenciavam os marozi dos leões ou leopardos, aos quais se referiam por nomes diferentes. Além disso, ele descobriu que os marozi também foram chamados de nomes diferentes em outras regiões, como "ntararago" em Uganda , "ikimizi" em Ruanda e "abasambo" na Etiópia. RI Pocock examinou uma pele e um crânio coletados por Michael Trent e discutiu suas descobertas em um apêndice do livro de Gandar-Dower, mas não conseguiu chegar a conclusões definitivas sobre as evidências limitadas disponíveis.
Houve outros avistamentos na mesma época:
- Quatro animais avistados pelo Game Warden Capitão RE Dent na região da Montanha Aberdare a uma altitude de 10.000 pés (3.000 m).
  - Um par avistado no Planalto Kinangop por G. Hamilton-Snowball a uma altitude de 3.500 m. Eles foram alvejados, mas escaparam.

Em 1963, o zoólogo Charles Albert Walter Guggisberg observou que não há evidências confiáveis para o marozi, "até hoje ninguém foi capaz de apresentar qualquer prova de sua existência". 